# Candélabres
 (mars 2018).
Candélabres est une série de bande dessinée fantastique créée par Algésiras et colorisée par Nadine Thomas. Lancée par Delcourt en 1999, elle reste inachevée depuis la parution du quatrième volume en 2006.

## Synopsis
Paul Klarheit, 14 ans, est paralysé depuis ses six ans. Avec la complicité de son ami d’enfance David, il s’évade de son fauteuil pour un tour de cheval. Mais sa promenade s’achève brutalement quand il est pris au milieu d’un incendie de forêt. Il est sauvé par Julien Solédango, un être énigmatique qui lui rend l’usage de ses jambes. Par quel miracle ? La réponse de Julien est mystérieuse : le feu.
Solédango dit être un Candélabre, un être qui doit son existence au feu. Invisible aux yeux des humains, sauf de Paul, il veille sur lui et sur une source de feu inépuisable qu’il a cachée en Paul.
Quelques années plus tard, Paul est devenu danseur, un des plus doués de sa génération. Alors qu’il est engagé en France dans la compagnie Wenyatt, un autre personnage invisible et mystérieux rôde autour de lui. Paul se rend compte qu’il existe d’autres Candélabres, et qu’ils s’intéressent à cette fameuse source que Solédango leur a ravie.

## Albums
1. Solédango (avril 1999)  (ISBN 2840552566)
2. Voleurs d'étincelles (octobre 2000)  (ISBN 2840554518)
3. Incandescence, mai 2002 (ISBN 2840556715)[1].
4. L'Homme avec les oiseaux, février 2006 (ISBN 2847890165)[2].

### Documentation
- Thierry Bellefroid, « Interview d'Algésiras : "Candélabres" », sur BD Paradisio, 2002.